# Pescenni Níger
Gai Pescenni Níger (en llatí Caius Pescennius Niger) va ser un emperador romà.
Era descendent d'una respectable família de rang eqüestre que va obtenir distinció a la ciutat d'Aquinum. La Historia Augusta dona referències imprecises sobre ell, i el fa nascut a Aquinum. El seu pare es deia Anni Fusc (Annius Fuscus) i la seva mare Lampídia. Va servir com a centurió i va passar per altres graus militars sempre amb distinció i sota Marc Aureli i el seu fill va arribar als més alts rangs. Va ser cònsol i comandant dels exèrcits de Síria.
A la mort de Còmmode les tropes de Síria el van proclamar emperador (193, l'any dels cinc emperadors). Aviat se li van unir els exèrcits d'Egipte i Àsia Menor. Encara que el seu rival Septimi Sever va aconseguir el poder a Roma, el senat era partidari de Níger. L'aliança de Clodi Albí i Sever va fer difícil la seva situació.
Era a Antioquia de Cilícia quan va rebre informació de què Sever avançava cap a l'est. Llavors va avançar cap a Grècia i va ocupar Tràcia i el nord de Grècia i va deixar una forta guarnició a Bizanci i altres ciutats. Va fortificar les muntanyes del Taure i simultàniament va oferir negociacions amb l'oferta de divisió de l'imperi.
La primera gran batalla la va lliurar el seu llegat Emilià contra l'exèrcit de Sever prop de Cízic. Emilià va ser derrotat i va morir. Una segona batalla prop de Nicea a Bitínia, dirigida personalment per Níger contra Tiberi Claudi Càndid, també va acabar amb la seva derrota. La tercera batalla es va lliurar al golf d'Issos (Issus) prop de les Portes Cilícies, on va ser decisivament derrotat perdent vint mil homes, i perdent seguidament la seva capital, Antioquia.
Níger va fugir cap a l'Eufrates, però va ser capturat i executat l'any 194. La seva dona, els seus fills i tota la seva família va compartir la seva sort i van confiscar tots els seus béns. Li van tallar el cap i el van enviar a Bizanci, que encara resistia contra Sever. Exhibit el seu cap als assetjats, es van rendir. Sever, quan va arribar a Síria, va dictar una damnatio memoriae contra Níger, per esborrar tots els records sobre ell.
Dió Cassi diu que no era ni un bon ni un mal home, ni mereixia molt d'elogi ni molta crítica. Diu també que era de cos alt i musculat, i elegant en els moviments, i dotat d'una veu forta i clara que podia sentir tot l'exèrcit en les seves arengues. El seu nom Níger derivava sembla del color fosc de la seva pell. Espartià diu que va ser molt popular entre la tropa per la seva imparcialitat i el seu exemple de frugalitat. Sever Aurelià l'havia convençut de revoltar-se, les filles del qual havien estat promeses als fills de Níger, quan el mateix Níger no era partidari de proclamar-se emperador.